# Хагедорн, Фридрих фон
Фридрих фон Хагедорн (Гагедорн) (нем. Friedrich von Hagedorn; 23 апреля 1708, Имперский город Гамбург — 28 октября 1754, там же) — немецкий лирический поэт и баснописец раннего немецкого Просвещения.

## Биография
Родился в семье датского посланника в Гамбурге, человека хорошо разбирающегося в науке и искусстве. Окончил гимназию в Гамбурге, позже с 1726 изучал право в Йенском университете. Вернувшись в Гамбург в 1729 году, стал личным секретарём датского посланника в Лондоне, где прожил до 1731 г.
После его возвращения на родину, последовал период бедности и лишений, но в 1733 году он нанялся на службу секретарём торговой компании «Английский Двор» (Englischer Hof) в Гамбурге, основанной ещё в XIII-м веке. Вскоре женился, и с этого времени много времени, посвятил литературным занятиям.
В родном городе Хагедорн стал центром кружка литераторов и художников, оказывая благотворное влияние на развитие их вкуса.
Его брат Христиан-Людвиг Хагедорн (1713—1780), с 1763 г. был генерал-директором Саксонской академии художеств и написал «Betrachtungen über die Malerei» (1762), сильно повлиявшие на эстетические воззрения современной ему эпохи.

## Творчество
Поэт рококо. Автор собрания басен, афоризмов и сказок в стихах («Versuch in poetischen Fabeln und Erzählungen», 1738), сборника «Поучительных стихотворений» («Moralische Gedichte»), в которых нашли яркое выражение жизненные идеалы Хагедорна: «мудрость» бюргерского самосознания, «разум и справедливость», «довольство» и «наслаждение скоротечными часами жизни» — идеалы просвещенного здравомыслящего человека, довольного своим положением и своей жизнью.
На поэзию Хагедорн оказала влияние преимущественно французская литература, в первую очередь, басни Жана Лафонтена. Стихи его среди напыщенных, сухих произведений современных ему немецких поэтов, отличались звучностью, а язык — легкостью и чистотою, за что ещё при жизни он заслужил прозвание «поэта граций».
Первый сборник стихов поэта был опубликован в Гамбурге вскоре после его возвращения из Йены в 1729 году под названием «Versuch einiger Gedichte». Его басни и сказки в стихах не уступали по форме и деликатному подшучиванию произведениям Лафонтена, а его морализаторская поэзия отражала философские взгляды Горация.
Творчество Хагедорна оказало доминирующее влияние на немецкую лирику, вплоть до конца XVIII-го века.